# Самый ценный игрок Матча всех звёзд АБА
Самый ценный игрок Матча всех звёзд Американской баскетбольной ассоциации (англ. ABA All-Star Game Most Valuable Player Award) — титул, ежегодно присуждаемый самому ценному игроку АБА по итогам Матча всех звёзд. Награда присуждалась ежегодно с Матча всех звёзд 1968 по 1976, когда Американская баскетбольная ассоциация объединилась с Национальной баскетбольной ассоциации.
Первым обладателем награды стал Ларри Браун, который набрал 17 очков в проигранном матче. Ларри Браун и Мел Дэниелс (1971), являются MVP матча всех звёзд, когда их команда проиграла. Три новичка года АБА стали обладателями титула Самый ценный игрок Матча всех звёзд АБА: Ларри Браун, Спенсер Хейвуд (1970) и Дэвид Томпсон (1976). Награда разыгрывалась между лучшими игроками Восточного и Западного дивизионов американской баскетбольной ассоциации с 1968 по 1975 годы. Игроки западного дивизиона получили титул пять раз, а восточного − три. На матче всех звёзд 1976 года встречались Денвер Наггетс и все остальные звёзды АБА. Денвер победил в матче, а его игрок Дэвид Томпсон был призван MVP матча всех звёзд. 

## Победители
|  | Избраны в Зал славы баскетбола |

| Год  | Игрок          | Позиция           | Команда матча всех звёзд | Клуб                 |
| ---- | -------------- | ----------------- | ------------------------ | -------------------- |
| 1968 | Ларри Браун*   | Защитник          | Запад (проигрыш)         | Нью-Орлеан Бакканирс |
| 1969 | Джон Бизли     | Форвард/Центровой | Запад                    | Даллас Чеперрелс     |
| 1970 | Спенсер Хейвуд | Форвард/Центровой | Запад                    | Денвер Рокетс        |
| 1971 | Мэл Дэниелс*   | Центровой         | Запад (проигрыш)         | Индиана Пэйсерс      |
| 1972 | Дэн Иссл*      | Центровой/Форвард | Восток                   | Кентукки Колонелс    |
| 1973 | Уоррен Джебали | Защитник/Форвард  | Запад                    | Денвер Рокетс        |
| 1974 | Артис Гилмор*  | Центровой         | Восток                   | Кентукки Колонелс    |
| 1975 | Фредди Льюис   | Защитник          | Восток                   | Спиритс оф Сент-Луис |
| 1976 | Дэвид Томпсон* | Защитник/Форвард  | Денвер                   | Денвер Наггетс       |